# Сеньорита (телесериал, 1986)
Сеньори́та (порт. Sinhá Moça) — бразильская теленовелла 1986 года, снятая режиссёрами Жайме Монжардином и Рейналдо Бури. В качестве сценариста выступил Бенедито Руй Барбоза, в основу сюжета положен роман писательницы Марии Фернандес, опубликованный в 1950 году. В России сериал «Сеньорита» (также демонстрировался под другим названием — «Маленькая сеньорита») транслировался с 1 октября по 29 декабря 1992 года Российской Московской телерадиовещательной компанией «Москва». В 2006 году в Бразилии вышел ремейк сериала с актрисой Деборой Фалабеллой в главной роли.

## Сюжет
Действие основной сюжетной линии относится к 1886—1888 годам, накануне отмены рабства в Бразилии, но флэшбэки возвращают действие в 1873 год. Место действия — вымышленный город и фазенда Араруна в провинции Сан-Паулу, где сошлись интересы сторонников и противников рабовладения.
Владелец фазенды — жестокий полковник Феррейра, имеющий титул барона Араруны; он фактический правитель города и округа. В своё время он приказал забить до смерти старого раба «папашу» Жозе, который перед смертью поведал мулату Рафаэлу тайну его рождения — он сын полковника от его чёрной любовницы Марии дас Дорес. Вскоре мать и сын были проданы, но мальчик успел сказать маленькой дочери полковника, что он вернётся и убьёт её отца. Марию и Рафаэла выкупил прогрессивный работорговец и даровал им свободу.
Спустя много лет Сеньорита, дочь полковника, возвращается домой из столичного колледжа, и в поезде знакомится с молодым адвокатом Родолфо Фонтесом, сыном преуспевающего юриста-аболициониста. Родолфо — республиканец, но в консервативной Араруне вынужден скрывать свои взгляды, хотя и входит вместе с отцом в тайный клуб аболиционистов. Его официальные взгляды на рабство не по душе Сеньорите, в которую Родолфо влюбляется. Рискуя вызвать гнев отца, она одобряет побег рабов и ухаживает за избитыми беглецами. Родолфо приходится завоёвывать сердце Сеньориты и вступить в борьбу с полковником Феррейрой.
Вторая сюжетная линия связана с Рафаэлом, который возвращается в Араруну с намерением отомстить. Он принимает имя Димас и селится у издателя местной газеты Аугусто — убеждённого аболициониста. В него влюбляется внучка типографа — Жулиана. Димас под именем Брата-по-крови по ночам проникает на фазенды и открывает ворота рабских бараков, устраивая побеги. Вскоре в его отряде оказываются Сеньорита и Родолфо.
Действие сериала заканчивается оглашением Золотого закона 13 мая 1888 года, отменяющего рабство. Полковник Феррейра умирает, поскольку бывшие рабы заманили его в барак, где и подожгли. Из огня его выносят Родолфо и Рафаэл. Перед смертью Феррейра признаёт Рафаэла своим сыном, тот прощает отца. Рабы навсегда уходят с фазенды, а взамен их на кофейную плантацию приезжают итальянские эмигранты, которых успел пригласить полковник.

## В ролях
- Рубенс ди Фалко — полковник Феррейра, барон Араруны
- Луселия Сантус — Сеньорита (Мария дас Грасиас Феррейра Фонтес), дочь полковника
- Маркус Паулу — Родолфо Гарсиа Фонтес, муж Сеньориты
- Мауру Мендонса — доктор Фонтес, отец Родолфо
- Элейн Кристина — баронесса Кандида Феррейра, супруга полковника
- Луис Карлос Арутин — Августо, типограф, издатель газеты
- Неуза Амарал — Инес Гарсиа Фонтес, супруга доктора Фонтеса, мать Родолфо
- Антонио Помпеу — Жустино
- Норма Блум — Нина Тейшейра, мать Анны
- Патрисия Пилар — Анна Луиса Тейшейра, с которой ещё в детстве был помолвлен Родолфо. Её мать дала обет, что дочь до замужества будет носить паранджу
- Жозе Аугусто Бранку — Мануэл Тейшейра, отец Анны
- Клаудиу Корреа и Кастро — доктор Жуан Аморим
- Шика Шавьер — нянька Виржиния, негритянка-кормилица Сеньориты
- Даниэл Дантас — Рикардо Гарсиа Фонтес, младший брат Родолфо, заменил его в помолвке с Анной. Верно и страстно влюблён в баронессу Феррейра и в конце достигает взаимности
- Генри Панончелли — Эдуардо
- Соланж Коуто — Аделаида Кутиньо
- Раймундо ди Соза — Димас (Рафаэл)
- Ду Мараэс — Мария дас Дорес
- Иван Мишкита — Кутиньо
- Клаудио Мамберти — депутат Антеро
- Жасира Сампаю — Рут
- Жесио Амадеу — Фулженсио
- Валтер Сантус — старый Бруно
- Тони Торнаду — сын Жусто, охотник за рабами по прозвищу «лесной капитан»
- Косма дус Сантус — Себастьян
- Германо Филью — Эвералдо
- Денис Деркян — Ренато
- Фернандо Жозе — Мартиньо
- Милтон Гонсалвеш — папаша Жозе
- Лусиана Брага — Жулиана, внучка типографа Аугусто
- Гранди Отелу — Жусто, чернокожий кучер Фонтесов. Украл золото барона, предназначенное для подкупа чиновников и депутатов